# Selaginella perpusilla
Selaginella perpusilla är en mosslummerväxtart som beskrevs av Bak.. Selaginella perpusilla ingår i släktet mosslumrar, och familjen mosslummerväxter. Inga underarter finns listade i Catalogue of Life.